# Pelanomodon moschops
Pelanomodon moschops è un terapside estinto, appartenente ai dicinodonti. Visse nel Permiano superiore (circa 255 milioni di anni fa) e i suoi resti fossili sono stati ritrovati in Sudafrica.

## Descrizione
Questo animale, come la maggior parte dei dicinodonti, possedeva un corpo a forma di botte, una coda corta e zampe robuste ai lati del corpo. Le dimensioni superavano facilmente il metro di lunghezza, e il cranio poteva superare i 20 centimetri. Pelanomodon era caratterizzato dalla presenza di protuberanze ossee sulla barra postorbitale, e zigomi prominenti dalla forma particolare, ritorti fino a esporre la superficie mediale. Al contrario dell'affine Aulacephalodon (anch'esso africano), Pelanomodon era sprovvisto di zanne. Rispetto a Geikia, il muso non era così bruscamente ripiegato verso il basso e le protuberanze nasali e prefrontali erano più bulbose.

## Classificazione
Descritti per la prima volta nel 1913 da Robert Broom, i primi fossili di questo animale furono denominati Dicynodon moschops e provenivano dalla zona del Karroo in Sudafrica. Successivamente, nel 1938 lo stesso Broom descrisse altri fossili di dicinodonti come Pelanomodon rubidgei e attribuì i fossili di D. moschops al nuovo genere. Altri fossili precedentemente descritti da Broom come Dicynodon tylorhinus furono attribuiti al genere Propelanomodon nel 1975; uno studio pubblicato nel 2015 ha però identificato tutti i fossili attribuiti alle varie specie di Pelanomodon e di Propelanomodon a un unico genere e a un'unica specie, Pelanomodon moschops. 
Pelanomodon è un rappresentante dei geikiidi, un gruppo di dicinodonti dalla forma del cranio molto particolare, dotati di creste postcaniniformi e di protuberanze nasali appaiate. Tra le forme più note, da ricordare il sudafricano Aulacephalodon e l'europeo e africano Geikia. 

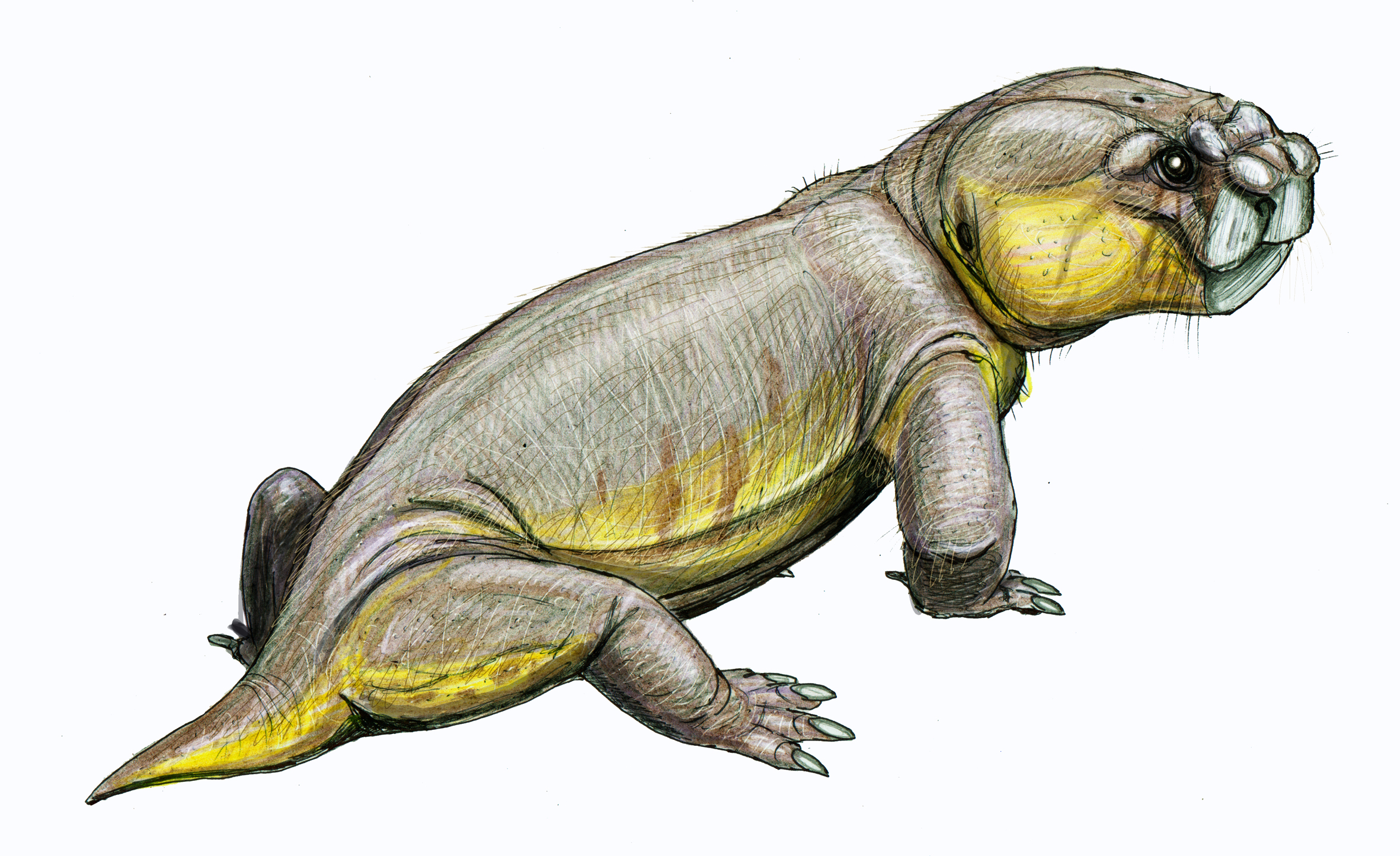
Ricostruzione di Pelanomodon

## Paleobiologia
Lo studio di Kammerer e colleghi pubblicato nel 2015 ha indicato che tutti gli esemplari di geikiidi sudafricani sprovvisti di zanne appartengono a un unico taxon, Pelanomodon moschops, che mostrava un notevole dimorfismo sessuale negli adulti. Gli esemplari classicamente attribuiti a P. moschops e a P. rubidgei differivano nel grado di sviluppo delle protuberanze craniche; gli esemplari precedentemente attribuiti a Propelanomodon, invece, sembrerebbero rappresentare esemplari giovani. Questi ultimi esemplari differiscono dagli altri dicinodonti per la presenza di una regione intertemporale molto più stretta rispetto a quella degli adulti.